# Junkers Flugzeug und Motorenwerke AG
Junkers Flugzeugwerk AG y Junkers Motorenbau GmbH eran compañías propiedad del empresario, inventor, diseñador y pionero alemán en la construcción de aviones Hugo Junkers. Junkers Flugzeugwerk AG se fundó en Dessau en 1919 y Junkers Motorenbau GmbH en 1923. Tras  la toma de control en 1933 de las plantas por parte del régimen nacionalsocialista, este último combinó ambas empresas para formar Junkers Flugzeug- und Motorenwerke AG a mediados de 1936 y amplió la empresa hasta convertirla en uno de los mayores grupos armamentistas alemanes. 
Cuando patentó su «calorímetro», un aparato que era la base tecnológica de los calentadores de agua a gas. La compañía vendió en 1932 sus plantas de fabricación de calentadores de agua a gas a Robert Bosch GmbH debido a problemas financieros. 

## Historia
Los motores y aviones fabricados por Junkers-Motorenbau y Junkers-Flugzeugwerk gozaban de una excelente reputación nacional e internacional, mientras que al mismo tiempo su único propietario, Hugo Junkers , era considerado políticamente "incorrecto" por los gobernantes nacionalsocialistas, ya que se opuso a la política de rearme del gobierno del NSDAP. Por lo tanto, Hugo Junkers se vio obligado en 1933 a transferir sus patentes privadas a la empresa y entregar el 51 % de sus acciones al Reichsluftfahrtministerium (RLM) sin compensación. Al mismo tiempo, al Dr. Junkers se le prohibió entrar en sus factorías y se le puso bajo arresto domiciliario en su residencia de verano en Bayrischzell . Después de su fallecimiento en 1935, su viuda y heredera, Therese Junkers, dejó las acciones restantes por el ridículo pago de alrededor de 30 millones de reichsmarks del RLM.
Bajo el liderazgo del nuevo director general de Junkers, Heinrich Koppenberg . Por iniciativa suya, las dos empresas Junkers se fusionaron el 5 de julio de 1936 para formar Junkers Flugzeug- und Motorenwerke AG.

## Ubicaciones
Además de la planta principal en Dessau, en 1937 las empresas Junkers  empleaban a 40.000 personas en sus once plantas, su época de mayor expansión, JFM operaba fábricas en  Halle/S., Gräfenhainichen y Jüterbog. En el período que siguió, se abrieron más sucursales (año de finalización entre paréntesis):
Aschersleben (mayo de 1935), Bad Langensalza, Bernburg - Strenzfeld (planta de Bernburg, octubre de 1937), Halberstadt (marzo de 1935), Bettenhausen (Kassel) (MWK, planta de construcción de motores de Kassel, agosto de 1940), Köthen (MZK, rama de construcción de motores de Köthen, abril de 1935), Leopoldshall (marzo de 1935), Magdeburg - Neustadt (MZM, sucursal de construcción de motores en Magdeburg ), Merserburg , Muldenstein ( Muldenwerke AG ), Schönebeck (Elba), Zittau (Zittwerke AG, marzo de 1944).
Durante la guerra, se agregaron fábricas subterráneas, como en las cuevas Heimkehle y el campo de concentración de Mittelbau-Dora En el transcurso de la guerra, se emplearon muchos trabajadores forzados y prisioneros de campos de concentración, a veces en condiciones infrahumanas. Desde 1944 en adelante, estos incluyeron jóvenes bielorrusos que habían sido secuestrados y deportados.
Durante la guerra, el departamento de diseño con alrededor de 80 empleados fue trasladado de Dessau a Gernrode en Haus Hagental. En la planta de Dora, los estadounidenses aseguraron toneladas de documentos de construcción al final de la guerra, poco antes de que llegara el ejército soviético. El último director general de Junkers, Leo S. Rothe desde 1941 sucesor de Heinrich Koppenberg) fue arrestado por los estadounidenses en Ballenstedt en las montañas de Harz, e internado el campo de Oberursel cerca de Frankfurt durante seis semanas y luego puesto en libertad. En 1955 se convirtió en el primer presidente de la Asociación Federal de la Industria de la Aviación Alemana, más tarde fue miembro de la junta directiva de Messerschmitt AG .
- 1895: Se funda la firma Junkers & Co. en Dessau, Alemania
- 1919: Fundación de Junkers-Flugzeugwerk AG
- 1923: Junkers Motorenbau GmbH
- 1932: Se crea e.I.m Ieblanc en Drancy, Francia. Se vende Junkers & Co. a Robert Bosch GmbH
- 1936: El gobierno nacionalsocialista alemán toma el control de las compañías Junkers

- 1960 Se inicia la producción de calderas de pie a gas en Wernau
- 1962: Se funda Worcester Heat Systems en Worcester, Reino Unido
- 1968: Junkers introduce el encendido piezoeléctrico en aparatos a gas
- En 1971 Worcester lanza al mercado de Gran Bretaña una caldera mixta de pie a gas
- En 1972 e.I.m Ieblanc introduce en el mercado francés las calderas murales a gas mixtas
- 1977 se funda Vulcano Termo-Domésticos en Aveiro, Portugal.
- 1978 Junkers desarrolla una caldera con modulación continua
- 1980 se crea Radson Alutherm N.V. en Houthalen, Bélgica
- 1985 Junkers introduce en Alemania la caldera mural a gas de condensación
- En 1987 se funda Geminox en Saint Thégonnec, Francia.
- En 1988 Vulcano Termo-Domésticos pasa a formar parte de Robert Bosch GmbH.
- En 1989 se produce el traspaso de la producción de calentadores de agua a gas desde Alemania a Portugal.
- En 1990 Worcester plc adquiere Radson Alutherm.
- En 1991 se produce una cooperación entre Robert Bosch GmbH y el socio turco ECA; construcción de la planta en Manisa, cerca de Esmirna, Turquía.
- En 1992 Robert Bosch GmbH adquiere la mayoría del Worcester Group plc.
- En 1994 e.l.m. leblanc absorbe al fabricante bretón Geminor; además, se introduce el primer calentador de agua a gas con encendido por batería. Joint venture para desarrollar y fabricar calentadores de agua a gas con la empresa china Guangdong Shenzhou Group Co., China.
- En 1995 se cambia el nombre de la división Junkers a "Bosch Termotecnia".
- En 1996 Robert Bosch GmbH adquiere e.l.m. Leblanc y Bosch Termotecnia se convierte en líder del mercado de calderas murales a gas en Europa.
- En 1997, con Bosch Heatronic para la Cerapur, Cerastar, Eurostar, Maxicom, Egalis y CDi, se renueva a fondo el programa de aparatos de Bosch Termotecnia. La nueva generación de termostatos Ceracontrol es distinguida con el iF Interface Design Award 1998.
- En 1998 se crea en Chile la sociedad distribuidora Junkers, S.A. El quemador laminal ThermoStar impone pautas en cuanto a funcionamiento silencioso, mantenimiento rápido y bajas emisiones y Robert Bosch GmbH asume las acciones restantes de la sociedad en comandita de Manisa, Turquía.
- En 1999 se asumen todas las acciones de la sociedad en comandita de Shunde, China.
- En 2000 Bosch Termotecnia introduce en el mercado la primera caldera de condensación, adaptable a cualquier situación/tipo de chimena.
- En 2001 Bosch Termotecnia se convierte en el primer fabricante que utiliza un generador hidrodinámico para el encendido del quemador. Todo lo que el usuario necesita para el encendido del calentador, es agua y gas.
- En 2004 la división Termotecnia pertenece a la BBT Thermotechnik GmbH, uno de los proveedores más grandes de equipos de preparación de agua caliente y sistemas de calefacción a nivel mundial. La BBT Thermotechnik GmbH se ha creado de la fusión de las áreas de termotecnia de Robert Bosch GmbH y de Buderus.
- En 2008 BBT Thermotecnik cambia de nombre a Bosch thermotechnik GmbH.

## Actualidad
Actualmente Junkers, desarrolla, fabrica y distribuye sistemas de calefacción, agua caliente sanitaria, soluciones solares, bombas de calor y aire acondicionado.

## Aviones y diseños
- Junkers J 1 - Monoplano. Primer avión completamente metálico de uso práctico, 1916
- Junkers J 2 - Monoplano. Primer avión totalmente metálico concebido como un diseño de avión militar específico, 1916
- Junkers J 3 - Caza experimental monoplaza totalmente metálico, 1916
- Junkers J.I - Sesquiplano blindado biplaza de apoyo táctico (designación civil J 4), 1917
- Junkers J 5 - Caza monoplano de ala en voladizo, desarrollo del J 4 con motor impulsor
- Junkers J 7 - Prototipo monoplano para el  D.I (J 9), 1917
- Junkers J 8 - Prototipo para el J 10 e hidroavión J 11 (Junkers CLS.I)
- Junkers D.I - Caza monoplaza (designación de fábrica J 9). 1917
- Junkers CL.I - Monoplano de ataque terrestre 1917. Un ejemplar modificado como el primer avión de aerolínea de metal
- Junkers J 11 - Hidroavión monoplano de reconocimiento naval, versión con flotadores del J 10, 1918
- Junkers J 12 - Desarrollo del J 10, prototipo para el F 13
- Junkers F 13 - Avión de pasajeros, 1919 originalmente como J 13, 1919. Vendido como Junkers-Larsen J6 en Estados Unidos
- Junkers K 16 - Monoplano de pasaje triplaza, 1921
- Junkers A 20/35 - Monoplano biplaza; Transporte de carga y avión postal, 1923
- Junkers G 24 - Transporte trimotor comercial
- Junkers W 33 - Transporte ligero monomotor, 1926

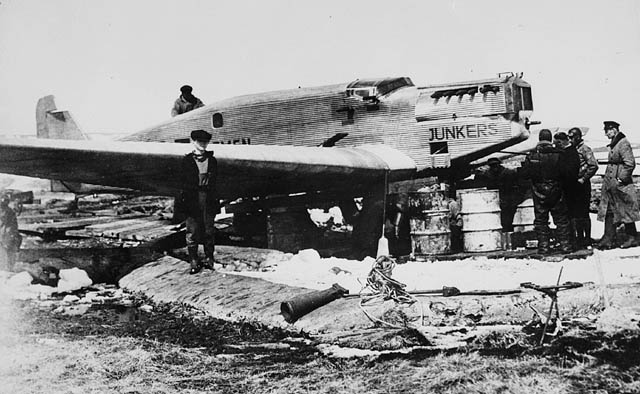
Junkers W 33

- Junkers W 34 - Monomotor ligero transporte + reconocimiento (desarrollo del W 33), 1933
- Junkers G 38 - transporte tetramotor comercial, el avión más grande del mundo cuando fue construido, 1929
- Junkers A50 - Avión deportivo, 1929
- Junkers Ju 46 - Hidroavión postal catapultado derivado del W 34
- Junkers A 48 - (& K 47), Avión de apoyo cercano, a veces designado Ju 47
- Junkers Ju 49 - Avión de investigación de gran altitud
- Junkers Ju 52 - Trimotor de transporte de carga comercial, 1930
- Junkers Ju 52/3m - Trimotor carguero y avión de pasajeros, usado como transporte y bombardero durante la Segunda Guerra Mundial, 1932
- Junkers Ju 60 - Transporte de 6 plazas de ala baja y de alta velocidad, 1932
- Junkers Ef 61 - Caza de gran altitud + reconocimiento (prototipo)
- Junkers Ju 86 - Transporte civil de pasajeros de 10 plazas y bombardero medio cuatriplaza, 1934
- Junkers Ju 87 - (Stuka) Bombardero en picado, 1935
- Junkers Ju 88 - Monoplano polivalente bimotor; caza nocturno, bombardero medio, reconocimiento, 1936
- Junkers Ju 89 - Prototipo bombardero pesado cuatrimotor, transporte carga, 1937
- Junkers Ju 90 - Monoplano comercial tetramotor de 40 plazas / Transporte militar, 1937
- Junkers Ju 160 - Avión de pasajeros de ala baja y de alta velocidad desarrollado desde el Ju 60
- Junkers Ju 187 - Avión de apoyo cercano, cancelado después de construir la maqueta
- Junkers Ju 188 - Bombardero medio táctico bimotor / Avión de reconocimiento, 1940
- Junkers Ju 248 - Redesignación del Me 263
- Junkers Ju 252 - Monoplano trimotor de transporte militar, 1941
- Junkers Ju 287 - Prototipo de bombardero jet con alas en flecha
- Junkers Ju 288 - Bombardero (prototipo)
- Junkers Ju 290 - Transporte, patrulla
- Junkers Ju 322 - Planeador militar de transporte (prototipo Mammut (Mammoth), 1941)
- Junkers Ju 352 - Transporte militar trimotor Herkules, 1943
- Junkers Ju 388 - Caza de reconocimiento + nocturno Störtebeker
- Junkers Ju 390 - Prototipo tetramotor. Bombardero pesado  / Avión de transporte pesado / Avión de patrulla marítima, 1943
- Junkers Ju 488 - Bombardero pesado
- Junkers Ju EF132 - Bombardero pesado